# Superficial Animal

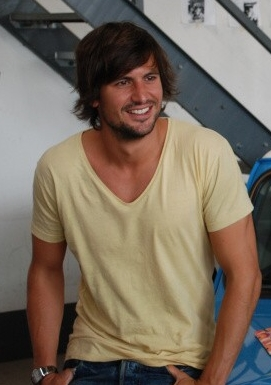
Tom Beck im August 2009

Superficial Animal ist das Debütalbum von Tom Beck. Es erschien am 25. März 2011 auf Comude (Tonpool).

## Entstehungsgeschichte
Bereits zu Beginn seiner Schauspielkarriere war Tom Beck als Musiker aktiv. Er studierte an der Theaterakademie Musical und sprach für einen Musicalfilm vor, der jedoch nie gedreht wurde. Anschließend war er als Schauspieler tätig, bekannt wurde er als eine der Hauptrollen für Alarm für Cobra 11. Seine Musikkarriere war jedoch kaum bekannt. Nur im Film Aus der Tiefe des Raumes (2003) sang und spielte er drei Lieder. 2011 bot sich für ihn die Chance ein Album aufzunehmen. Die Lieder gingen nach eigener Aussage in Richtung „[l]Lebensbejahender, positiver Schweinerock mit sämtlichen Einflüssen über Country, Funk und Singer und Songwriter.“ Bis auf eines komponierte er alle Lieder im Alleingang. Als Inspiration gibt er Bands wie Kings of Leon, Bon Jovi, die Rolling Stones und Damien Rice an. Erste Skizzen für das Album entstanden im Mai 2009, die Lieder entstanden jedoch vollständig erst ab Oktober 2009 im Studio. Nach einer Vorproduktion und der Überarbeitung der Lieder wurde das Album Ende 2010 fertiggestellt.
Nach der Veröffentlichung des Albums ging Tom Beck auf Tour. Er spielte unter anderem auf den beiden Festivals Rock am Ring und Rock im Park.

## Titelliste
1. Higher – 3:17
2. Sit Tight Here with Me – 3:51
3. Sexy  – 2:41
4. Carry On – 3:39
5. Drive My Car  – 3:52
6. Life’s Too Short – 2:59
7. Let Us Live – 4:25
8. Useless (Superficial Animal) – 3:10
9. Going with the Flow – 2:29
10. Melt Away – 4:06
11. Barenaked Ladies – 2:56
12. Spread Your Wings – 4:23
13. Look Me In the Eyes – 3:37
14. Whiskey and Wine – 3:18
15. Alive – 3:43

## Texte
Die Texte des Albums sind persönlicher Natur und fußen auf Erfahrungen der letzten 10 bis 15 Jahre. Sie sind jedoch nicht autobiografisch, sondern Themen, die Tom Beck beschäftigt haben und die er versuchte, „in eine fiktionale Geschichte zu verpacken“. Sexy handelt davon, „dass es viele Menschen auf der Welt geben kann, die einen toll finden, aber im Endeffekt kommt es nur auf die Eine an, die einem das Gefühl gibt, dass man wirklich was ist – also ‚sexy‘“.

## Rezeption
Das Album wurde von Kai Butterweck (laut.de) eher durchschnittlich bewertet. Kritisiert wurde die fehlende Authentizität: „Von der Authentizität genannter Rock-Heroen ist der Gute mit seinem Debut aber noch mindestens so weit entfernt wie Semir Gerkhan und Ben Jäger von Starsky & Hutch.“ Zudem sei der Musikstil nicht wirklich das, was Beck in seinen Interviews angekündigt habe. Mit Schweinerock habe das ganze wenig zu tun, vielmehr handele es sich um eine „Radio-Rock-Melange, die schnell ins Ohr geht, aber mindestens genauso schnell wieder den Weg hinaus findet“. Auch Volker W. Stephan von Der Westen stimmt in diesen Tenor mit ein und ergänzt, dass es „zu diesem Album ohne Cobra 11 nicht gekommen wäre. Zumindest nicht zu dem großen Medienhype um den Musiker Tom Beck. Und fast wie selbstverständlich springt als Promoter der Scheibe ein nicht ganz unbekannter Autobauer Tom Beck zur Seite.“

## Erfolg
Noch vor Veröffentlichung des Albums wurde am 11. März 2011 wurde mit Sexy seine erste Single veröffentlicht, die zwei Wochen später direkt auf Platz 50 der Singlecharts einstieg. Am 25. März 2011 erschien auch sein erstes Album Superficial Animal, welches auf Platz 36 der Deutschen Album Charts stieg. Drive My Car, die zweite Singleauskopplung, erschien am 3. Juni 2011.